# Eye of the Tiger
Eye of the Tiger — песня 1982 года американской группы Survivor.

## История
Песня была написана по просьбе Сильвестра Сталлоне для фильма «Рокки 3». Заняла вершину Billboard Hot 100 24 июля 1982 года и оставалась на ней в течение шести недель; двадцать третья песня в списке Billboard’s All Time Top 100 и шестьдесят третья в списке лучших хард-рок композиций всех времен по версии VH1. В 2007 году группа Survivor выпустила переиздание песни.

## Другие версии
Существуют кавер-версии групп: At Vance, Амель Бент, The Country Pills, Weena Morloch, Echoes The Fall, Hollywood, Mon Amour, New Found Glory, Devil You Know, Пола Анки (альбом Rock Swings, 2005 год).